# NGC 1025
NGC 1025 (również PGC 9891) – galaktyka spiralna z poprzeczką (SBb), znajdująca się w gwiazdozbiorze Zegara. Odkrył ją John Herschel 11 września 1836 roku.